# An Evening with Elton John and Ray Cooper
Con la denominazione An Evening with Elton John and Ray Cooper, subentrata negli anni Novanta, viene indicato un particolare tipo di show che vede la rockstar britannica Elton John al pianoforte e il percussionista Ray Cooper alle percussioni.

## Dati tecnici
Si tratta in un inusuale tipo di evento, intimista e non molto eseguito da Elton nel corso della propria carriera. Ha una durata di circa tre ore, maggiore rispetto ai concerti standard dell'artista. È strutturato in due parti: durante i primi 90 minuti, la scena vede la presenza esclusiva di Elton e del suo pianoforte; in seguito, fa la sua comparsa lo scenografico e poliedrico percussionista Ray Cooper, che in questo modo contribuisce a permeare e ad arricchire la particolare atmosfera già creatasi.
Durante il concerto vengono generalmente eseguiti pezzi poco conosciuti del pianista di Pinner (talvolta significativi per la carriera artistica della star), a scapito dei singoli da classifica; per i fans di Elton, dunque, questo tipo di show costituisce un vero e proprio must (contrariamente al Red Piano Tour, della durata di un'ora e mezza e contenente esclusivamente le hits più famose di John). E a mitizzarlo ancora di più contribuì lo storico tour della rockstar in Unione Sovietica, nel 1979 (il primo di una star occidentale nel Paese comunista), che mandò in delirio il pubblico russo.
I concerti solo piano e percussioni di Elton e Ray non fanno parte di un tour compatto e ben delineato, magari protrattosi negli anni; piuttosto, si rivelano essere come pochi insiemi continui di date, separati tra loro da lunghissime pause. Basti pensare che, dopo le prime esibizioni del 1977 e del 1979, lo show verrà riproposto solo a metà degli anni Novanta e nel triennio 2009/2010/2011.

## Gli show del 1977 e del 1979: l'approdo in Unione Sovietica
Il primo concerto solo piano e percussioni ebbe luogo il 2 maggio 1977 al Rainbow Theatre di Londra e costituì il primo di una serie di sei show. In quel periodo, Elton stava vivendo una profonda crisi personale, dovuta all'abuso di alcool e droghe; l'anno precedente aveva addirittura dichiarato di volersi ritirare definitivamente dalle scene musicali internazionali. Non sorprende quindi che, al momento di presentarsi sul palco del Rainbow Theater, avesse abbandonato paillettes e lustrini e mostrasse un look dimesso e decisamente sobrio. La presenza del solo pianoforte era esplicativa di tutto il contesto, e anche la scelta dei brani (basti pensare a The Greatest Discovery, Roy Rogers, Cage the Songbird, Where to Now St.Peter?, Ticking) sembrava voler rispecchiare un'atmosfera intimista, volutamente arricchita dall'improvvisa entrata in scena dell'eclettico Cooper (da citare l'accoppiata Funeral for a Friend/Tonight, tradizionale e sorprendente entrata in scena di Ray, inserita dalla rivista Rolling Stone tra le 10 migliori versioni acustiche di canzoni rock, e poi i brani Better Off Dead, I Feel like a Bullet (in the Gun of Robert Ford), I Think I'm Going to Kill Myself e Crazy Water).
Due anni dopo, entrambi gli artisti decisero di intraprendere un vero e proprio tour (l'A Single Man Tour, per promuovere l'omonimo album nel frattempo pubblicato) in giro per l'Europa (vennero toccate nazioni come il Regno Unito, la Spagna, la Germania, la Francia, la Svezia e la Svizzera), senza tralasciare anche cinque date in Israele (Elton era il primo artista occidentale a suonare nel Paese ebraico). Ma il vero colpo di scena fu la programmazione di ben otto date in Unione Sovietica: l'approdo nel Paese comunista costituiva un'impresa ardita e dai conseguimenti decisamente ignoti, in quanto le autorità russe avevano aperto da poco le frontiere della nazione al pop rock internazionale (la stragrande maggioranza dei sovietici conosceva a malapena Elton John e non ne possedeva alcun disco) e avevano censurato due brani dell'edizione russa di A Single Man (Big Dipper e Part-time Love) a causa dei temi trattati. Bisogna aggiungere anche che all'epoca John aveva ormai ridotto il proprio potere discografico internazionale e costituiva la prima effettiva rockstar a tentare l'"impresa" di un vero e proprio tour in Unione Sovietica. In ogni caso, nonostante i timori iniziali, i concerti vennero interamente eseguiti nel mese di maggio e si rivelarono un vero e proprio trionfo: il pubblico russo, stanco ed esasperato da anni di censura, acclamò enormemente e fanaticamente Elton e Ray, sorprendendo persino le forze dell'ordine. In quel tour si verificarono anche intense scene di isteria collettiva: lo stesso John ammetterà successivamente di non aver mai più assaporato un successo di tali proporzioni (in seguito saranno distribuiti alcuni spezzoni dei concerti sovietici e un documentario sul tour nella VHS To Russia with Elton).
Nell'autunno del 1979, invogliati e motivati dai concerti evento effettuati pochi mesi prima, Elton e Ray intrapresero un nuovo tour negli Stati Uniti d'America e in Canada (il Back in the USSA Tour), senza tralasciare quattro date sporadiche in Australia.

## An Evening with Elton John and Ray Cooper: gli show del triennio 1993-1995
Il tour con Cooper riprese inaspettatamente (dopo una lunga pausa di 14 anni, se si eccettua lo show benefico alla Grosvenor House di Londra dell'11 novembre 1990, primo concerto dopo la disintossicazione della rockstar) il 30 settembre 1993 al Sunrise Theatre di Fort Lauderdale, negli Stati Uniti d'America; Elton John si era disintossicato da tre anni e aveva deciso di condurre la propria vita in modo sereno e salutare. Gli show con Ray vennero denominati An Evening with Elton John and Ray Cooper (letteralmente Una serata con Elton John e Ray Cooper); nel 1993 furono organizzati esclusivamente negli USA e in Sudafrica, mentre l'anno successivo toccarono anche l'Europa (e precisamente il Regno Unito, la Francia e, per la prima volta, l'Italia). Alla scaletta degli show furono aggiunti brani di recente composizione, come The One, The Last Song, I Don't Wanna Go on with You like That e Live like Horses, e pezzi classici come Indian Sunset, Talking Old Soldiers e Levon. Nel 1995 si tennero gli ultimi show del triennio, e precisamente in Giappone.

## Gli show del triennio 2009-2011
Dopo un'ulteriore, lunghissima pausa (della durata di circa 15 anni), Ray Cooper è tornato a sorpresa ad esibirsi live con Elton nel 2009, nel corso di un inaspettato minitour europeo per piano e percussioni comprendente poche date autunnali nel Regno Unito, in Francia e in Italia (oltre a un concerto a sorpresa a New York, tenutosi nel mese di dicembre): i concerti si sono rivelati nuovamente un grande successo artistico, e in scaletta sono state riconfermate vecchie glorie (come Indian Sunset, Levon, Better Off Dead, I Think I'm Going to Kill Myself e Crazy Water) e rispolverati brani più recenti come Original Sin, Blues Never Fade Away (sebbene a un certo punto del tour sia stata eliminata, insieme al brano House e a Bennie and the Jets, in favore di Nikita), American Triangle, Weight of the World, Ballad of the Boy in the Red Shoes e The Emperor's New Clothes (mai eseguita live in precedenza); da menzionare anche la chiusura con Saturday Night's Alright for Fighting (che non eseguiva solo piano dal 1979) e l'insolita accoppiata Carla Etude/Blessed.

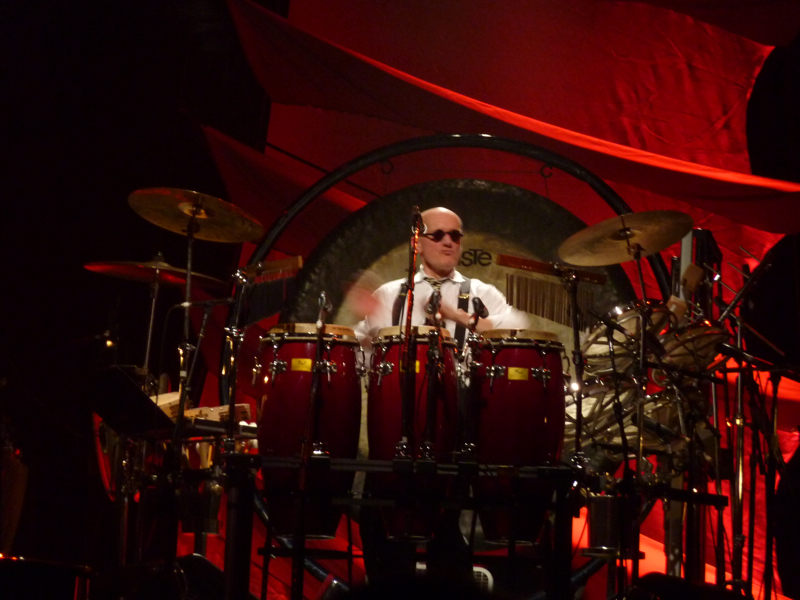
Ray Cooper si esibisce in un concerto con Sir Elton John a Honolulu (Hawaii) nel 2010

Nel 2010 vengono annunciate nuove date internazionali: Elton e Ray suonano alle Hawaii, in Sudafrica (Under African Skies: in scaletta viene inserito You're Never Too Old (to Hold Somebody), un brano di The Union, il nuovo album di Elton John in coppia con Leon Russell, anche se a discapito di qualche rarità) e a Montecarlo; a partire dal mese di settembre, inoltre, suonano nuovamente in Europa. Tra le date, spiccano cinque show nel Belpaese, che si sono tenuti rispettivamente a Milano (17 settembre), Roma (19 e 20 settembre), Trani (22 settembre) e Taormina (24 settembre), mentre il concerto previsto per il 23 settembre a Catanzaro è stato annullato (ufficialmente a causa dello sciopero dei controllori di volo in Francia; infatti Elton si trovava nella sua dimora francese a Nizza e non ha potuto raggiungere il capoluogo calabrese) ed è stato rinviato a giugno 2011. Particolarmente curiosa, inoltre, risulta la vicenda del concerto tranese: annunciato in pompa magna per il 23 settembre sulla Piazza del Duomo di Trani, poi cancellato a causa dei costi e di presunte incomprensioni con lo staff della rockstar, per poi essere nuovamente confermato (stavolta per il giorno 22) in un'altra location (al Monastero di Colonna), ha attirato numerose e controverse critiche da parte di alcuni ecclesiastici (tra i quali spicca il vescovo emerito di Grosseto Giacomo Babini) che hanno condannato apertamente e duramente l'omosessualità di John con frasi di stampo integralista e omofobico. Ciò nonostante, il vescovo di Trani non ha preso posizione in materia (così come la Città del Vaticano e la stragrande maggioranza del Clero cattolico) e lo show si è tenuto regolarmente e senza intoppi.
In tutti questi concerti, Elton e Ray hanno eseguito in anteprima, per la prima volta in assoluto, Gone to Shiloh, altro brano proveniente dalle sessions del nuovo album rievocante le crude atmosfere della Guerra di secessione americana e della battaglia di Shiloh.
Nel corso del tour invernale del 2010, comunque, ha subito un decisivo incremento (già manifestatosi precedentemente in modo abbastanza chiaro, seppur graduale) l'intenzione da parte di Elton di sostituire molti dei brani meno noti al grande pubblico con alcune delle sue hits più famose (anche se quasi esclusivamente nella parte solo piano): questa scelta, mai effettuata nel corso dei tour con Ray, ha deluso molti dei fans storici e ha impoverito in maniera consistente la qualità dello show rispetto ai fasti del passato, nonostante l'inclusione di un terzo brano da The Union (When Love Is Dying) in scaletta.
Lo show solo piano e percussioni è ripreso nel 2011: erano state annunciate due date invernali a Liévin (Francia, 26 gennaio, poi cancellata) e a Londra (Elton si è esibito nella monumentale Royal Opera House, alla presenza della Duchessa di Gloucester, il 28 gennaio, con il dichiarato scopo di sovvenzionare la Royal Academy of Music; si è rivelato quindi essere l'unico artista pop rock ad aver suonato per due volte nel teatro, essendosi già esibito nel 2002 con la propria band e la Royal Academy of Music Orchestra); in più, sono state riprogrammate per febbraio tre date del tour invernale del 2010.

## Date

### 1977
- 02/05/77  Rainbow Theatre, Londra, Regno Unito
- 03/05/77  Rainbow Theatre, Londra, Regno Unito
- 04/05/77  Rainbow Theatre, Londra, Regno Unito
- 05/05/77  Rainbow Theatre, Londra, Regno Unito
- 06/05/77  Rainbow Theatre, Londra, Regno Unito
- 07/05/77  Rainbow Theatre, Londra, Regno Unito

### 1979
- 05/02/79  Concerthaus, Stoccolma, Svezia (A Single Man Tour)
- 06/02/79  Concerthaus, Stoccolma, Svezia (A Single Man Tour)
- 07/02/79  Tivoli, Copenaghen, Danimarca (A Single Man Tour)
- 08/02/79  Tivoli, Copenaghen, Danimarca (A Single Man Tour)
- 10/02/79  Musikhalle, Amburgo, Germania Ovest (A Single Man Tour)
- 11/02/79  Congressgebouw, L'Aia, Paesi Bassi (A Single Man Tour)
- 12/02/79  Doelen, Rotterdam, Paesi Bassi (A Single Man Tour)
- 14/02/79  Concertgebau, Amsterdam, Paesi Bassi (A Single Man Tour)
- 15/02/79  Mozartsaal, Mannheim, Germania Ovest (A Single Man Tour)
- 16/02/79  Deutschen Museum, Monaco di Baviera, Germania Ovest (A Single Man Tour)
- 18/02/79  Kongresshalle, Berlino, Germania Ovest (A Single Man Tour)
- 19/02/79  Opera House, Colonia, Germania Ovest (A Single Man Tour)
- 20/02/79  Théâtre des Champs-Élysées, Parigi, Francia (A Single Man Tour)
- 21/02/79  Théâtre des Champs-Élysées, Parigi, Francia (A Single Man Tour)
- 22/02/79  Théâtre des Champs-Élysées, Parigi, Francia (A Single Man Tour)
- 23/02/79  Théâtre des Champs-Élysées, Parigi, Francia (A Single Man Tour)
- 24/02/79  Théâtre des Champs-Élysées, Parigi, Francia (A Single Man Tour)
- 25/02/79  Théâtre des Champs-Élysées, Parigi, Francia (A Single Man Tour)
- 26/02/79  Queen Elizabeth Hall, Anversa, Belgio (A Single Man Tour)
- 27/02/79  Queen Elizabeth Hall, Anversa, Belgio (A Single Man Tour)
- 01/03/79  Philipshalle, Düsseldorf, Germania (A Single Man Tour)
- 02/03/79  Rhein Main Halle, Wiesbaden, Germania (A Single Man Tour)
- 03/03/79  Theatre Di Beaulieu, Losanna, Svizzera (A Single Man Tour)
- 04/03/79  Theatre Di Beaulieu, Losanna, Svizzera (A Single Man Tour)
- 06/03/79  Theatre De Verdure, Nizza, Francia (A Single Man Tour)
- 07/03/79  Theatre De Verdure, Nizza, Francia (A Single Man Tour)
- 09/03/79  Pavelló del Joventut de Badalona, Badalona, Barcellona, Spagna (A Single Man Tour)
- 10/03/79  Pavelló del Joventut de Badalona, Badalona, Barcellona, Spagna (A Single Man Tour)
- 11/03/79  The Real Madrid Pavillon, Madrid, Spagna (A Single Man Tour)
- 17/03/79  Apollo Theatre, Glasgow, Regno Unito (A Single Man Tour)
- 18/03/79  Apollo Theatre, Glasgow, Regno Unito (A Single Man Tour)
- 19/03/79  Odeon, Edimburgo, Regno Unito (A Single Man Tour)
- 21/03/79  City Hall, Newcastle upon Tyne, Regno Unito (A Single Man Tour)
- 22/03/79  City Hall, Newcastle upon Tyne, Regno Unito (A Single Man Tour)
- 23/03/79  Guild Hall, Preston, Regno Unito (A Single Man Tour)
- 26/03/79  Whitla Hall, Belfast, Regno Unito (A Single Man Tour)
- 27/03/79  Whitla Hall, Belfast, Regno Unito (A Single Man Tour)
- 29/03/79  National Stadium, Dublino, Irlanda (A Single Man Tour)
- 30/03/79  National Stadium, Dublino, Irlanda (A Single Man Tour)
- 02/04/79  Theatre Royal Drury Lane, Londra, Regno Unito (A Single Man Tour)
- 03/04/79  Theatre Royal Drury Lane, Londra, Regno Unito (A Single Man Tour)
- 04/04/79  Theatre Royal Drury Lane, Londra, Regno Unito (A Single Man Tour)
- 05/04/79  Theatre Royal Drury Lane, Londra, Regno Unito (A Single Man Tour)
- 06/04/79  Theatre Royal Drury Lane, Londra, Regno Unito (A Single Man Tour)
- 07/04/79  Theatre Royal Drury Lane, Londra, Regno Unito (A Single Man Tour)
- 09/04/79  Brighton Dome, Brighton, Regno Unito (A Single Man Tour)
- 10/04/79  Brighton Dome, Brighton, Regno Unito (A Single Man Tour)
- 11/04/79  Gaumont Theatre, Southampton, Regno Unito (A Single Man Tour)
- 12/04/79  Gaumont Theatre, Southampton, Regno Unito (A Single Man Tour)
- 14/04/79  Hippodrome, Bristol, Regno Unito (A Single Man Tour)
- 15/04/79  Hippodrome, Bristol, Regno Unito (A Single Man Tour)
- 17/04/79  Oxford Theatre, Oxford, Regno Unito (A Single Man Tour)
- 18/04/79  Coventry Theatre, Coventry, Regno Unito (A Single Man Tour)
- 19/04/79  Assembly Rooms, Derby, Regno Unito (A Single Man Tour)
- 21/04/79  Hippodrome, Birmingham, Regno Unito (A Single Man Tour)
- 22/04/79  Hippodrome, Birmingham, Regno Unito (A Single Man Tour)
- 24/04/79  Manchester Apollo, Manchester, Regno Unito (A Single Man Tour)
- 25/04/79  Manchester Apollo, Manchester, Regno Unito (A Single Man Tour)
- 26/04/79  Manchester Apollo, Manchester, Regno Unito (A Single Man Tour)
- 01/05/79  Philharmonic Hall, Gerusalemme, Israele (A Single Man Tour)
- 02/05/79  Philharmonic Hall, Gerusalemme, Israele (A Single Man Tour)
- 03/05/79  Philharmonic Hall, Gerusalemme, Israele (A Single Man Tour)
- 05/05/79  Mann Auditorium, Tel Aviv, Israele (A Single Man Tour)
- 06/05/79  Mann Auditorium, Tel Aviv, Israele (A Single Man Tour)
- 21/05/79  Great October Hall, Leningrado, Unione Sovietica (A Single Man Tour)
- 22/05/79  Great October Hall, Leningrado, Unione Sovietica (A Single Man Tour)
- 23/05/79  Great October Hall, Leningrado, Unione Sovietica (A Single Man Tour)
- 24/05/79  Great October Hall, Leningrado, Unione Sovietica (A Single Man Tour)
- 25/05/79  Rossya Hall, Mosca, Unione Sovietica (A Single Man Tour)
- 26/05/79  Rossya Hall, Mosca, Unione Sovietica (A Single Man Tour)
- 27/05/79  Rossya Hall, Mosca, Unione Sovietica (A Single Man Tour)
- 28/05/79  Rossya Hall, Mosca, Unione Sovietica (A Single Man Tour)
- 01/09/79  Festival Hall, Melbourne, Australia
- 19/09/79  Gammage Auditorium, Tempe, Arizona, Stati Uniti d'America (Back in the USSA Tour)
- 20/09/79  Gammage Auditorium, Tempe, Arizona, Stati Uniti d'America (Back in the USSA Tour)
- 22/09/79  Berkeley Community Theatre, Berkeley, California, Stati Uniti d'America (Back in the USSA Tour)
- 23/09/79  Berkeley Community Theatre, Berkeley, California, Stati Uniti d'America (Back in the USSA Tour)
- 24/09/79  Berkeley Community Theatre, Berkeley, California, Stati Uniti d'America (Back in the USSA Tour)
- 26/09/79  Universal Amphitheater, Los Angeles, California, Stati Uniti d'America (Back in the USSA Tour)
- 27/09/79  Universal Amphitheater, Los Angeles, California, Stati Uniti d'America (Back in the USSA Tour)
- 28/09/79  Universal Amphitheater, Los Angeles, California, Stati Uniti d'America (Back in the USSA Tour)
- 29/09/79  Universal Amphitheater, Los Angeles, California, Stati Uniti d'America (Back in the USSA Tour)
- 30/09/79  Universal Amphitheater, Los Angeles, California, Stati Uniti d'America (Back in the USSA Tour)
- 02/10/79  Universal Amphitheater, Los Angeles, California, Stati Uniti d'America (Back in the USSA Tour)
- 03/10/79  Universal Amphitheater, Los Angeles, California, Stati Uniti d'America (Back in the USSA Tour)
- 04/10/79  Universal Amphitheater, Los Angeles, California, Stati Uniti d'America (Back in the USSA Tour)
- 05/10/79  Universal Amphitheater, Los Angeles, California, Stati Uniti d'America (Back in the USSA Tour)
- 06/10/79  Universal Amphitheater, Los Angeles, California, Stati Uniti d'America (Back in the USSA Tour)
- 09/10/79  Northrop Auditorium, Minneapolis, Minnesota, Stati Uniti d'America (Back in the USSA Tour)
- 10/10/79  Northrop Auditorium, Minneapolis, Minnesota, Stati Uniti d'America (Back in the USSA Tour)
- 11/10/79  Auditorium Theatre, Chicago, Illinois, Stati Uniti d'America (Back in the USSA Tour)
- 12/10/79  Auditorium Theatre, Chicago, Illinois, Stati Uniti d'America (Back in the USSA Tour)
- 13/10/79  Elliott Hall of Music, Lafayette, Indiana, Stati Uniti d'America (Back in the USSA Tour)
- 15/10/79  Boston Music Hall, Boston, Massachusetts, Stati Uniti d'America (Back in the USSA Tour)
- 15/10/79  Boston Music Hall, Boston, Massachusetts, Stati Uniti d'America (Back in the USSA Tour)
- 16/10/79  Boston Music Hall, Boston, Massachusetts, Stati Uniti d'America (Back in the USSA Tour)
- 18/10/79  Palladium, New York, New York, Stati Uniti d'America (Back in the USSA Tour)
- 19/10/79  Palladium, New York, New York, Stati Uniti d'America (Back in the USSA Tour)
- 20/10/79  Palladium, New York, New York, Stati Uniti d'America (Back in the USSA Tour)
- 21/10/79  Palladium, New York, New York, Stati Uniti d'America (Back in the USSA Tour)
- 23/10/79  Palladium, New York, New York, Stati Uniti d'America (Back in the USSA Tour)
- 24/10/79  Palladium, New York, New York, Stati Uniti d'America (Back in the USSA Tour)
- 25/10/79  Palladium, New York, New York, Stati Uniti d'America (Back in the USSA Tour)
- 26/10/79  Palladium, New York, New York, Stati Uniti d'America (Back in the USSA Tour)
- 27/10/79  Eisenhower Hall, West Point, New York, Stati Uniti d'America (Back in the USSA Tour)
- 29/10/79  Hill Auditorium, Ann Arbor, Michigan, Stati Uniti d'America (Back in the USSA Tour)
- 30/10/79  O'Keffe Center, Toronto, Ontario, Canada (Back in the USSA Tour)
- 31/10/79  O'Keffe Center, Toronto, Ontario, Canada (Back in the USSA Tour)
- 02/11/79  Tower Theatre, Filadelfia, Pennsylvania, Stati Uniti d'America (Back in the USSA Tour)
- 03/11/79  Tower Theatre, Filadelfia, Pennsylvania, Stati Uniti d'America (Back in the USSA Tour)
- 04/11/79  Constitution Hall, Washington, D.C., Stati Uniti d'America (Back in the USSA Tour)
- 05/11/79  Constitution Hall, Washington, D.C., Stati Uniti d'America (Back in the USSA Tour)
- 07/11/79  Grande Ole Opry House, Nashville, Tennessee, Stati Uniti d'America (Back in the USSA Tour)
- 08/11/79  Civic Centre, Atlanta, Georgia, Stati Uniti d'America (Back in the USSA Tour)
- 10/11/79  Moody Coliseum, Dallas, Texas, Stati Uniti d'America (Back in the USSA Tour)
- 11/11/79  Hofheinz Pavilion, Houston, Texas, Stati Uniti d'America (Back in the USSA Tour)
- 25/11/79  Hordern Pavilion, Sydney, Australia
- 27/11/79  Hordern Pavilion, Sydney, Australia
- 07/12/79  Entertainment Center, Perth, Australia

### 1990
- 11/11/90  Grosvenor House, Londra, Regno Unito

### 1993
- 30/09/93  Sunrise Theater, Fort Lauderdale, Florida, Stati Uniti d'America
- 01/10/93  Sunrise Theater, Fort Lauderdale, Florida, Stati Uniti d'America
- 02/10/93  Sunrise Theater, Fort Lauderdale, Florida, Stati Uniti d'America
- 05/10/93  Lakefront Arena, New Orleans, Louisiana, Stati Uniti d'America
- 06/10/93  Louisiana State University, Baton Rouge, Louisiana, Stati Uniti d'America
- 08/10/93  Cynthia Woods Mitchell Pavilion, Woodlands, Texas, Stati Uniti d'America
- 09/10/93  Cynthia Woods Mitchell Pavilion, Woodlands, Texas, Stati Uniti d'America
- 10/10/93  Starplex Amphitheater, Dallas, Texas, Stati Uniti d'America
- 13/10/93  Centennial Hall, Toledo, Ohio, Stati Uniti d'America
- 15/10/93  University of Michigan, Ann Arbor, Michigan, Stati Uniti d'America
- 16/10/93  Breslin Center, East Lansing, Michigan, Stati Uniti d'America
- 17/10/93  Riverfront Stadium, Cincinnati, Ohio, Stati Uniti d'America
- 20/10/93  Veterans Memorial Coliseum, New Haven, Connecticut, Stati Uniti d'America
- 22/10/93  Mullins Center, Amherst, Massachusetts, Stati Uniti d'America
- 23/10/93  Civic Center, Providence, Rhode Island, Stati Uniti d'America
- 24/10/93  Cumberland County Civic Center, Portland, Maine, Stati Uniti d'America
- 06/12/93  The Superbowl, Sun City, Sudafrica
- 07/12/93  The Superbowl, Sun City, Sudafrica
- 09/12/93  The Superbowl, Sun City, Sudafrica
- 10/12/93  The Superbowl, Sun City, Sudafrica

### 1994
- 09/09/94  Phoenix, Arizona, Stati Uniti d'America
- 10/09/94  Thomas and Mack Center, Las Vegas, Nevada, Stati Uniti d'America
- 13/09/94  Fiddlers Green Amphitheater, Denver, Colorado, Stati Uniti d'America
- 16/09/94  San Jose Arena, San Jose, California, Stati Uniti d'America
- 17/09/94  Annahiem, California, Stati Uniti d'America
- 19/09/94  The Greek Theatre, Los Angeles, California, Stati Uniti d'America
- 20/09/94  The Greek Theatre, Los Angeles, California, Stati Uniti d'America
- 21/09/94  The Greek Theatre, Los Angeles, California, Stati Uniti d'America
- 22/09/94  The Greek Theatre, Los Angeles, California, Stati Uniti d'America
- 11/11/94  Zenith, Parigi, Francia
- 12/11/94  Zenith, Parigi, Francia
- 14/11/94  Zenith, Parigi, Francia
- 15/11/94  Zenith, Parigi, Francia
- 17/11/94  Zenith, Parigi, Francia
- 18/11/94  Zenith, Parigi, Francia
- 20/11/94  Forum di Assago, Milano, Italia
- 22/11/94  Palazzetto dello sport, Roma, Italia
- 27/11/94  Royal Albert Hall, Londra, Regno Unito
- 28/11/94  Royal Albert Hall, Londra, Regno Unito
- 30/11/94  Royal Albert Hall, Londra, Regno Unito
- 01/12/94  Royal Albert Hall, Londra, Regno Unito
- 03/12/94  Royal Albert Hall, Londra, Regno Unito
- 04/12/94  Royal Albert Hall, Londra, Regno Unito
- 05/12/94  Royal Albert Hall, Londra, Regno Unito
- 07/12/94  Royal Albert Hall, Londra, Regno Unito
- 08/12/94  Royal Albert Hall, Londra, Regno Unito
- 10/12/94  Royal Albert Hall, Londra, Regno Unito
- 11/12/94  Royal Albert Hall, Londra, Regno Unito
- 12/12/94  Royal Albert Hall, Londra, Regno Unito

### 1995
- 06/02/95  Osakajo Hall, Osaka, Giappone
- 07/02/95  Kokusai Center, Fukuoka, Giappone
- 09/02/95  Century Hall, Nagoya, Giappone
- 11/02/95  Osakajo Hall, Osaka, Giappone
- 12/02/95  Nippon Budokan, Tokyo, Giappone
- 14/02/95  Nippon Budokan, Tokyo, Giappone
- 15/02/95  Nippon Budokan, Tokyo, Giappone
- 16/02/95  Nippon Budokan, Tokyo, Giappone

### 2009
- 22/09/09  Royal Albert Hall, Londra, Regno Unito
- 24/09/09  Zenith, Nantes, Francia
- 26/09/09  Le Galaxie, Amnéville, Francia
- 27/09/09  Palais des Sports, Grenoble, Francia
- 29/09/09  Forum di Assago, Milano, Italia
- 30/09/09  Zenith, Tolosa, Francia
- 02/10/09  Palais des Congres, Parigi, Francia
- 06/12/09  Beacon Theatre, New York, New York, Stati Uniti d'America

### 2010
- 06/01/10  Blaisdell Arena, Honolulu, Hawaii, Stati Uniti d'America
- 09/01/10  Blaisdell Arena, Honolulu, Hawaii, Stati Uniti d'America
- 21/03/10  Emmarentia Botanic Gardens, Johannesburg, Sudafrica (Under African Skies)
- 24/03/10  Kirstenbosch Botanical Gardens, Città del Capo, Sudafrica (Under African Skies)
- 25/03/10  Kirstenbosch Botanical Gardens, Città del Capo, Sudafrica (Under African Skies)
- 25/03/10  NMMU Sportsfields South Campus, Port Elizabeth, Sudafrica (Under African Skies)
- 28/03/10  Val De Vie Wine and Polo Estate, Città del Capo, Sudafrica (Under African Skies)
- 02/08/10  Sporting Monte-Carlo, Montecarlo, Principato di Monaco
- 03/08/10  Sporting Monte-Carlo, Montecarlo, Principato di Monaco
- 04/08/10  Sporting Monte-Carlo, Montecarlo, Principato di Monaco
- 05/08/10  Sporting Monte-Carlo, Montecarlo, Principato di Monaco
- 06/08/10  Sporting Monte-Carlo, Montecarlo, Principato di Monaco
- 17/09/10  Teatro degli Arcimboldi, Milano, Italia
- 19/09/10  Auditorium Parco della Musica, Roma, Italia
- 20/09/10  Auditorium Parco della Musica, Roma, Italia
- 22/09/10  Monastero di Colonna, Trani, Italia
- 23/09/10  Teatro Politeama, Catanzaro, Italia (CANCELLATO)
- 24/09/10  Teatro antico, Taormina, Italia
- 26/09/10  Fosos, Floriana, Malta
- 29/09/10  Zenith Omega, Tolone, Francia
- 01/10/10  Palais des Congres, Bordeaux, Francia
- 02/10/10  Palacio de Deportes, Madrid, Spagna
- 01/12/10  Vorst Nationaal, Bruxelles, Belgio
- 02/12/10  Coque, Lussemburgo
- 04/12/10  Scandinavium, Göteborg, Svezia
- 05/12/10  Spectrum, Oslo, Norvegia
- 07/12/10  O2 World, Amburgo, Germania
- 09/12/10  MCH Multiarena, Herning, Danimarca
- 10/12/10  Malmö Arena, Malmö, Svezia
- 12/12/10  Crocus City Hall, Mosca, Russia
- 13/12/10  SKK, San Pietroburgo, Russia
- 15/12/10  O2 Arena, Dublino, Irlanda

### 2011
- 26/01/11  Stade Couvert Regional, Liévin, Francia (CANCELLATO)
- 28/01/11  Royal Opera House, Londra, Regno Unito
- 03/02/11  Geneva Arena, Ginevra, Svizzera
- 04/02/11  Zenith, Digione, Francia
- 05/02/11  Zenith, Strasburgo, Francia

## Le scalette

### Rainbow Theatre (Londra, Regno Unito), 13 maggio 1977

#### Elton solo
- Your Song
- The Greatest Discovery
- Border Song
- Daniel
- Sweet Painted Lady
- Rocket Man
- I Heard It Through the Grapevine
- Candle in the Wind
- Roy Rogers
- Dan Dare (Pilot of the Future)
- Cage the Songbird
- Where to Now St.Peter?
- Ticking
- Don't Let the Sun Go Down on Me
- Take Me to the Pilot

#### Elton & Ray
- Funeral for a Friend/Tonight
- Better Off Dead
- Idol
- I Feel like a Bullet (in the Gun of Robert Ford)
- I Think I'm Going to Kill Myself
- Sorry Seems to Be the Hardest Word
- Crazy Water
- Bennie and the Jets
- Saturday Night's Alright for Fighting

#### Elton solo
- Goodbye

### Rossya Hall, (Mosca, Unione Sovietica), 28 maggio 1979

#### Elton solo
- Your Song
- Sixty Years On
- Daniel
- Skyline Pigeon
- Take Me to the Pilot
- Rocket Man
- Don't Let the Sun Go Down on Me
- Goodbye Yellow Brick Road
- Roy Rogers
- Candle in the Wind
- Ego
- Where to Now St.Peter?
- He'll Have to Go
- I Heard It Through the Grapevine

#### Elton & Ray
- Funeral for a Friend/Tonight
- Better Off Dead
- Idol
- I Think I'm Going to Kill Myself
- I Feel like a Bullet (in the Gun of Robert Ford)
- Bennie and the Jets
- Sorry Seems to Be the Hardest Word
- Part-time Love
- Crazy Water
- Song for Guy
- Saturday Night's Alright for Fighting/Pinball Wizard
- Crocodile Rock/Get Back/Back in the U.S.S.R.

### Sunrise Theater, (Fort Lauderdale, Florida, Stati Uniti d'America), 1º ottobre 1993

#### Elton solo
- Your Song
- Skyline Pigeon
- Sixty Years On
- I Need You to Turn To
- The Greatest Discovery
- Talking Old Soldiers
- Sacrifice
- I Don't Wanna Go on with You like That
- Mona Lisas and Mad Hatters
- A Woman's Needs
- Where to Now St. Peter?
- The North
- The One

#### Elton & Ray
- Funeral for a Friend/Tonight
- Better Off Dead
- Idol
- Levon
- Indian Sunset
- I Think I'm Going to Kill Myself
- Take Me to the Pilot
- Don't Let the Sun Go Down on Me
- Crazy Water
- We All Fall in Love Sometimes/Curtains
- Crocodile Rock
- Bennie and the Jets
- Pinball Wizard

#### Elton solo
- Candle in the Wind

### Zenith, (Parigi, Francia), 12 novembre 1994

#### Elton solo
- Your Song
- Skyline Pigeon
- Sixty Years On
- I Need You to Turn To
- The Greatest Discovery
- Talking Old Soldiers
- Ticking
- I Don't Wanna Go on with You like That
- Mona Lisas and Mad Hatters
- Believe
- Live like Horses
- Where to Now St.Peter?
- Sacrifice
- The One
- The Last Song

#### Elton & Ray
- Funeral for a Friend/Tonight
- Better Off Dead
- Idol
- Levon
- Indian Sunset
- I Think I'm Going to Kill Myself
- Daniel
- Sorry Seems to Be the Hardest Word
- Take Me to the Pilot
- Don't Let the Sun Go Down on Me
- Crocodile Rock
- Bennie and the Jets

#### Elton solo
- Can You Feel the Love Tonight?

### Zenith Metropole (Nantes, Francia), 24 settembre 2009

#### Elton solo
- The One
- Sixty Years On
- The Greatest Discovery
- Border Song
- Ballad of the Boy in the Red Shoes
- The Emperor's New Clothes
- Rocket Man
- Weight of the World
- American Triangle
- Skyline Pigeon
- House
- Tiny Dancer
- Original Sin
- Blues Never Fade Away
- Your Song

#### Elton & Ray
- Funeral for a Friend/Tonight
- Better Off Dead
- Come Down in Time
- Levon
- Indian Sunset
- I Think I'm Going to Kill Myself
- Daniel
- Sorry Seems to Be the Hardest Word
- Take Me to the Pilot
- Carla Etude/Blessed
- Don't Let the Sun Go Down on Me
- Honky Cat
- Bennie and the Jets
- Crazy Water
- Saturday Night's Alright for Fighting

### Forum di Assago (Milano, Italia), 29 settembre 2009

#### Elton solo
- The One
- Sixty Years On
- The Greatest Discovery
- Border Song
- Ballad of the Boy in the Red Shoes
- The Emperor's New Clothes
- Weight of the World
- Rocket Man
- American Triangle
- Skyline Pigeon
- Nikita
- Tiny Dancer
- Original Sin
- Your Song

#### Elton & Ray
- Funeral for a Friend/Tonight
- Better Off Dead
- Come Down in Time
- Levon
- Indian Sunset
- I Think I'm Going to Kill Myself
- Daniel
- Sorry Seems to Be the Hardest Word
- Take Me to the Pilot
- Carla Etude/Blessed
- Don't Let the Sun Go Down on Me
- Honky Cat
- Crazy Water
- Saturday Night's Alright for Fighting

### Teatro degli Arcimboldi (Milano, Italia), 17 settembre 2010

#### Elton solo
- The One
- Sixty Years On
- The Greatest Discovery
- Border Song
- Ballad of the Boy in the Red Shoes
- The Emperor's New Clothes
- I Guess That's Why They Call It the Blues
- Rocket Man
- Never Too Old (to Hold Somebody)
- Philadelphia Freedom
- Tiny Dancer
- Your Song

#### Elton & Ray
- Funeral for a Friend/Tonight
- Better Off Dead
- Gone to Shiloh
- Levon
- Indian Sunset
- I Think I'm Going to Kill Myself
- Daniel
- Sorry Seems to Be the Hardest Word
- Take Me to the Pilot
- Don't Let the Sun Go Down on Me
- Bennie and the Jets
- Crazy Water
- Saturday Night's Alright for Fighting

### O2 Arena (Dublino, Irlanda), 15 dicembre 2010

#### Elton solo
- The One
- Sixty Years On
- The Greatest Discovery
- Border Song
- Ballad of the Boy in the Red Shoes
- When Love Is Dying
- I Guess That's Why They Call It the Blues
- Nikita
- Rocket Man
- Never Too Old (to Hold Somebody)
- Philadelphia Freedom
- Tiny Dancer
- Your Song

#### Elton & Ray
- Funeral for a Friend/Tonight
- Better Off Dead
- Levon
- Gone to Shiloh
- Indian Sunset
- I Think I'm Going to Kill Myself
- Daniel
- Sorry Seems to Be the Hardest Word
- Take Me to the Pilot
- Don't Let the Sun Go Down on Me
- Bennie and the Jets
- Crazy Water

#### Elton solo
- Candle in the Wind